# A Fistful of Fingers
A Fistful of Fingers é um filme britânico de 1995, dos gêneros comédia e bangue-bangue, escrito e dirigido por Edgar Wright. Estreou no Prince Charles Cinema em 24 de novembro de 1995 e estreou nos Estados Unidos vinte anos depois na Cinefamily em Los Angeles como um filme da meia-noite. O filme nunca esteve disponível comercialmente em home video em qualquer país, embora Wright tenha dito em 2015 que esperava "finalmente lançá-lo [...] com um comentário e tudo mais".

## Elenco
- Graham Low como 'No-Name' ("Sem-Nome")
- Oli van der Vijver como The Squint
- Nicola Stapleton como Floozy
- Martin Curtis como Running Sore
- Jeremy Beadle como Ele mesmo
- Neil Mullarkey como Comediante de Stand-up
- Dan Palmer como 'Pile-On' Kid
- Mark Sheffield como Calamity Keith